# Ribnik (Vitina)
Pour les articles homonymes, voir Ribnik.
Remnik en albanais et Ribnik en serbe latin (en serbe cyrillique : Рибник) est une localité du Kosovo située dans la commune/municipalité de Viti/Vitina, district de Gjilan/Gnjilane (Kosovo) ou district de Kosovo-Pomoravlje (Serbie). Selon le recensement kosovar de 2011, elle compte 1 844 habitants.

## Démographie

### Évolution historique de la population dans la localité
| 1948 | 1953  | 1961  | 1971  | 1981  | 1991  | 2011  |
| ---- | ----- | ----- | ----- | ----- | ----- | ----- |
| 903  | 1 052 | 1 170 | 1 339 | 1 332 | 1 503 | 1 844 |

|  |

### Répartition de la population par nationalités (2011)
En 2011, les Albanais représentaient 99,57 % de la population.